# Tomasz Tyborowski
Tomasz Tyborowski (zm. przed 29 stycznia 1771 roku) – miecznik podlaski, członek konfederacji radomskiej w 1767 roku.
W załączniku do depeszy z 2 października 1767 roku do prezydenta Kolegium Spraw Zagranicznych Imperium Rosyjskiego Nikity Panina, poseł rosyjski Nikołaj Repnin określił go jako posła wrogiego realizacji rosyjskich planów na sejmie 1767 roku, poseł województwa czernihowskiego na sejm 1767 roku.